# Санди Ловрић
Санди Ловрић (Лијенц, 28. март 1998) је словеначки фудбалер који тренутно наступа за Удинезе. Игра на позицији везног играча.
Његови родитељи су пореклом из Славонског Брода, одакле су се преселили у место Пиран у Словенији. Тамо су живели до 1995. године када су напустили Пиран и отишли да живе у Аустрију. Ловрић је рођен у месту Лијенц, и наступао је за све млађе селекције репрезентације Аустрије. Године 2020. је добио позив из Фудбалског савеза Словеније да наступа за Словенију. Дебитовао је у пријатеској утакмици против репрезентације Сан Марина.

## Успеси
Штурм Грац
- Куп Аустрије  (1) : 2017/18.[12]

 Лугано
- Куп Швајцарске  (1) : 2021/22.[13]